# Magritte/Beste Filmmusik

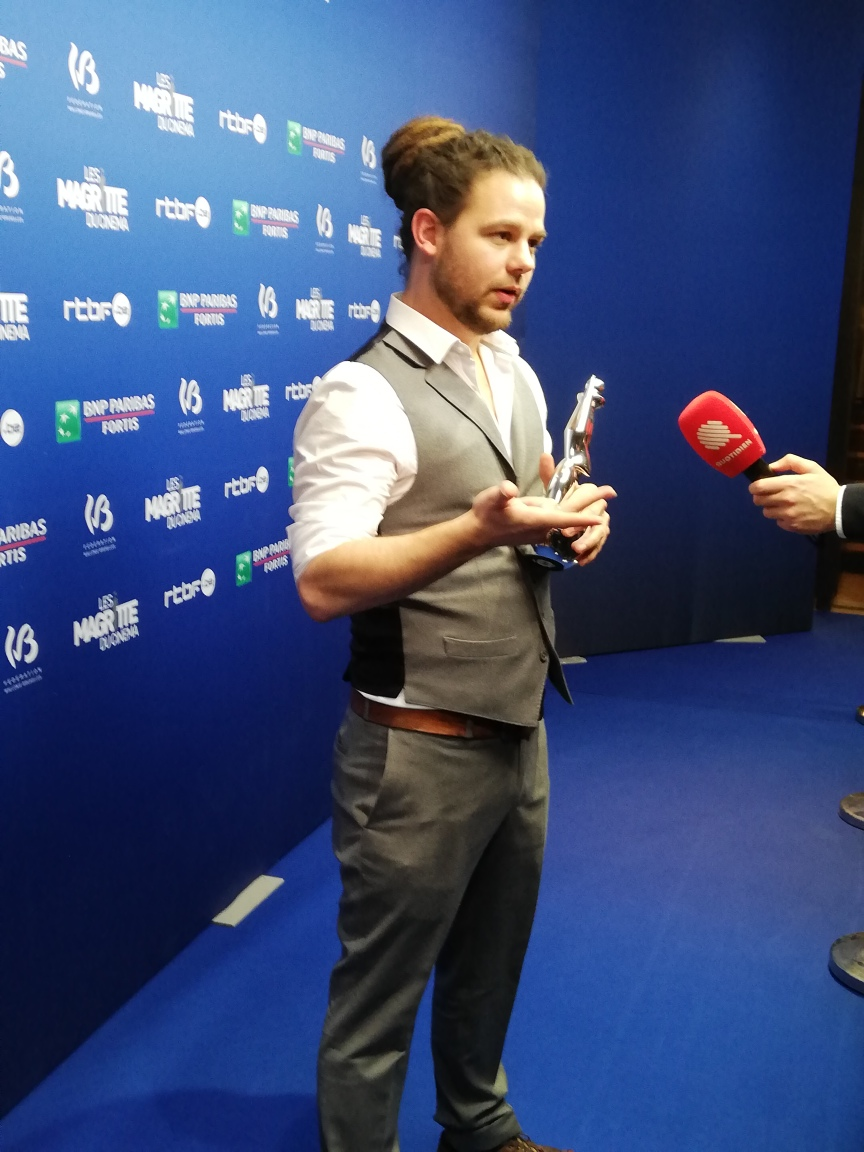
Der Preisträger von 2019: Simon Fransquet mit dem Magritte

Gewinner und Nominierte des belgischen Filmpreises Magritte in der Kategorie Beste Filmmusik (Meilleure musique originale) seit der ersten Verleihung im Jahr 2011. Ausgezeichnet werden die besten Filmkomponisten einheimischer Filmproduktionen des vergangenen Kinojahres.
| Statistik                         | Name               | Anzahl | Jahr                                     |
| --------------------------------- | ------------------ | ------ | ---------------------------------------- |
| Häufigste Auszeichnungen          | Frédéric Vercheval | 2      | 2020, 2025                               |
| Häufigste Nominierungen           | Frédéric Vercheval | 7      | 2011, 2012, 2015, 2016, 2018, 2020, 2025 |
| Häufigste Nominierungen ohne Sieg | Raf Keunen         | 3      | 2011, 2018, 2020                         |

Die unten aufgeführten Filme werden mit ihrem deutschen Verleihtitel (sofern vorhanden) angegeben. Danach folgt in Klammern und in kursiver Schrift der Originaltitel. Vorn steht der Name des Filmkomponisten.

## 2010er Jahre
2011
Pierre Van Dormael – Mr. Nobody
- Frédéric Vercheval – Diamond 13 (Diamant 13)
- Bernard Plouvier – Panik in der Pampa (Panique au village)

2012
Bram Van Parys – Kleine Riesen (Les Géants)
- Raf Keunen – Bullhead (Rundskop)
- Frédéric Vercheval – Krach

2013
Coyote, Renaud Mayeur, François Petit und Michaël de Zanet – Mobile Home
- DAAU – L’Hiver dernier
- Arne Van Dongen – 38 témoins

2014
Ozark Henry – Le Monde nous appartient
- Christophe Vervoort – Le Sac de farine
- Michelino Bisceglia – In the Name of the Son (Au nom du fils)

2015
David Baboulis und Charlotte Maison – Puppylove – Erste Versuchung (Puppylove)
- Wim Willaert – Henri
- Frédéric Vercheval – Nicht mein Typ (Pas son genre)

2016
An Pierlé – Das brandneue Testament (Le Tout nouveau testament)
- Vincent Cahay – Alleluia – Ein mörderisches Paar (Alleluia)
- Frédéric Vercheval – Melodys Baby (Melody)

2017
Cyrille de Haes und Manuel Roland – Parasol – Mallorca im Schatten (Parasol)
- Hannes De Maeyer – Black
- Catherine Graindorge – Le Chant des hommes

2018
Jean-Luc Fafchamps – Innen Leben (Insyriated)
- Raf Keunen – Racer and the Jailbird (Le Fidèle)
- Frédéric Vercheval – Das ist unser Land! (Chez nous)

2019
Simon Fransquet – Au temps où les arabes dansaient
- Vincent Liben – Une part d’ombre
- Maarten Van Cauwenberghe und Manuel Roland – La Part sauvage

## 2020er Jahre
2020
Frédéric Vercheval – Duelles
- Raf Keunen – Lola und das Meer (Lola vers la mer)
- Dan Klein – Cavale
- Fabien Leclercq – Binti – Es gibt mich! (Binti)

2021
nicht vergeben

2022
Vincent Cahay – Adoration
- DAAN – Rookie
- Loup Mormont – Schließ deine Augen und hör mir zu (Ma voix t’accompagnera)

2023
Hannes De Maeyer, Oum und Aboubakr Bensaihi – Rebel
- Fabian Fiorini – La Ruche
- Vincent Cahay – Eiskalter Engel (Inexorable)

2024
Baloji – Omen (Augure)
- Stéphanie Blanchoud, Benjamin Biolay und Jean-François Assy – Die Linie (La Ligne)
- Thomas Turine – L’Autre Laurens

2025
Frédéric Vercheval – Green Border (Zielona granica)

Charles de Ville und Nelly Tungang – Sauvages
- Casimir Liberski – L’Art d’être heureux